# Larinia famulatoria
Larinia famulatoria är en spindelart som först beskrevs av Eugen von Keyserling 1883.  Larinia famulatoria ingår i släktet Larinia och familjen hjulspindlar. Inga underarter finns listade i Catalogue of Life.